# Historia de la Iglesia católica en México

Reproducción de una bandera utilizada por "Los Cristeros"

La historia de la Iglesia católica en México comienza con la Conquista en la cual fueron sustituidas las antiguas prácticas religiosas de carácter politeísta, propias de las culturas ancestrales que poblaron el México antiguo, por los dogmas católicos y el idioma español a partir del cual se fusionaron varias creencias hasta crear un sincretismo religioso único en el mundo.
La Iglesia católica fue la institución más influyente después del gobierno español en la época del virreinato normando la moralidad y la vida diaria de los novohispanos y siendo parte de la historia negra de la inquisición española.
Durante la independencia, la religión fue parte de la lucha, al ser enarbolado el símbolo católico más importante de México La Virgen de Guadalupe, por el considerado iniciador de la guerra y padre de la Patria Miguel Hidalgo y Costilla. Al finalizar la guerra, Iglesia y Estado de comenzarían unidos en el México independiente y tras los desastrosos experimentos de gobierno, la promulgación de la Constitución Política de 1857 y las Leyes de Reforma, marcan la separación definitiva de la Iglesia y el gobierno, surgiendo así uno de los primeros países laicos de Latinoamérica.
El porfiriato fue una época de pacificación ante la constante hostilidad entre las facciones liberales y las conservadoras de corte católico que caracterizaron al siglo XIX, pero el estallido de la Revolución extendió un alto grado de anticatolicismo por diversas regiones del país culminando con la promulgación de la Constitución de 1917 que limitaría en gran medida las actividades de la grey católica, al grado que se le desconoció personalidad jurídica a esta y se consagró la libertad de culto por esta carta magna. Las disposiciones en contra de la iglesia católica, aumentaron las tensiones entre los católicos más radicales hasta dar inicio a la guerra cristera como extensión de la revolución hasta agotarse ambos bandos y acordar la paz en el llamado modus vivendi.
Las relaciones entre la Iglesia y el estado se reestablecieron oficialmente hasta 1993, en que el gobierno de Carlos Salinas reconoció permanentemente la personalidad jurídica de todas las religiones establecidas en México, pero cuya reforma iba principalmente dirigida a la iglesia mayoritaria en el país. Se cuenta desde entonces con misiones diplomáticas entre México y la Santa Sede y visitas mutuas entre los jefes de Estado entre las que se cuentan las visitas de tres papas al país.

## Conquista espiritual de México

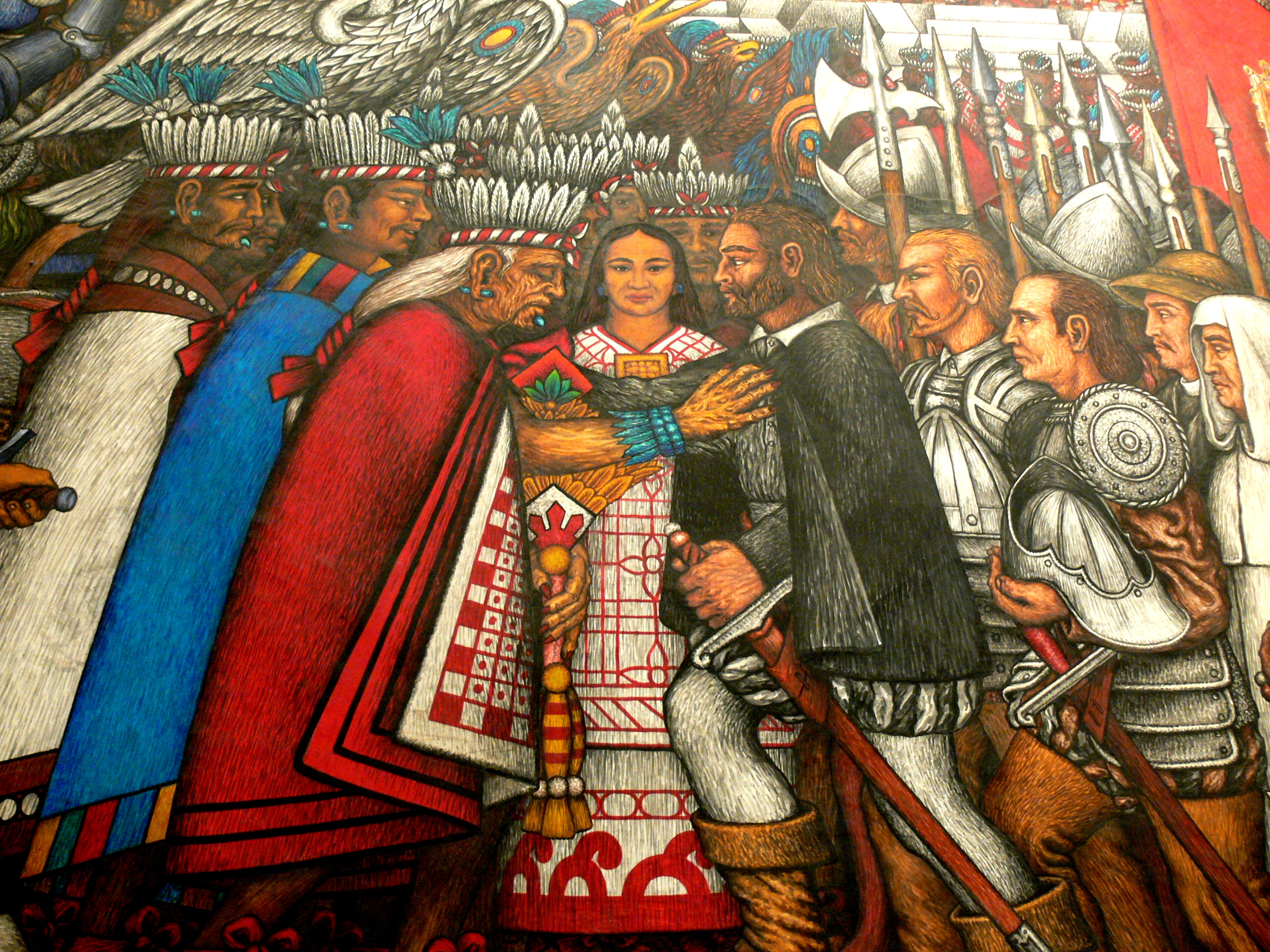
Los tlaxcaltecas fueron el primer pueblo indígena mexicano que fue sometido voluntariamente al cristianismo.

Durante la conquista, los españoles aplicaron una política de doble conquista, la militar, con lo que eran sometidos los antiguos pueblos indígenas al control español y la conquista espiritual, es decir, la conversión de los nativos al cristianismo. Cuando los españoles se embarcaron en la exploración y conquista de México, un sacerdote católico acompañó la expedición de Hernán Cortes. Los españoles se asombraron de las prácticas rituales de sacrificios humanos como parte de sus costumbres religiosas, y en un principio trataron de suprimir este práctica, pero solo pudieron eliminarla por completo hasta que consiguieron la conquista total del imperio azteca.
Los tlaxcaltecas fueron un pueblo aliado de los españoles en la conquista y ellos serían el primer pueblo que se sometió al cristianismo en su totalidad apenas se logró la alianza con ellos, bautizándose los cuatro caciques que dirigían la antigua República de Tlaxcala y cambiando sus nombres indígenas por nombres cristianos fungiendo como padrinos los mismos conquistadores. Pero sería hasta la caída de la ciudad de Tenochtitlán en 1521 cuando se comenzó la conversión a gran escala de las poblaciones indígenas a la nueva religión.

### El patronato real
A fin de justificar la conquista de los territorios americanos descubiertos por los españoles y posteriormente por los portugueses, se utilizó el pretexto de pretender convertir a la religión católica a todos los nativos americanos siéndoles concedidos por el papa Alejandro VI (de origen español) los territorios descubiertos para este fin, y concediéndoles privilegios al monarca español para nombrar candidatos para los altos cargos eclesiásticos, el cobro de diezmos y el apoyo del clero a la monarquía, pero sin poder influir en la doctrina, el dogma y la enseñanza de la iglesia. A esta autorización del papado hacia la monarquía española se le conoció como Patronato real., los aztecas fueron un imperio que  cayo con la conquista de México en 1521 y no obstante la caída provocó la llegada del cristianismo a México.

### Las primeras evangelizaciones indígenas

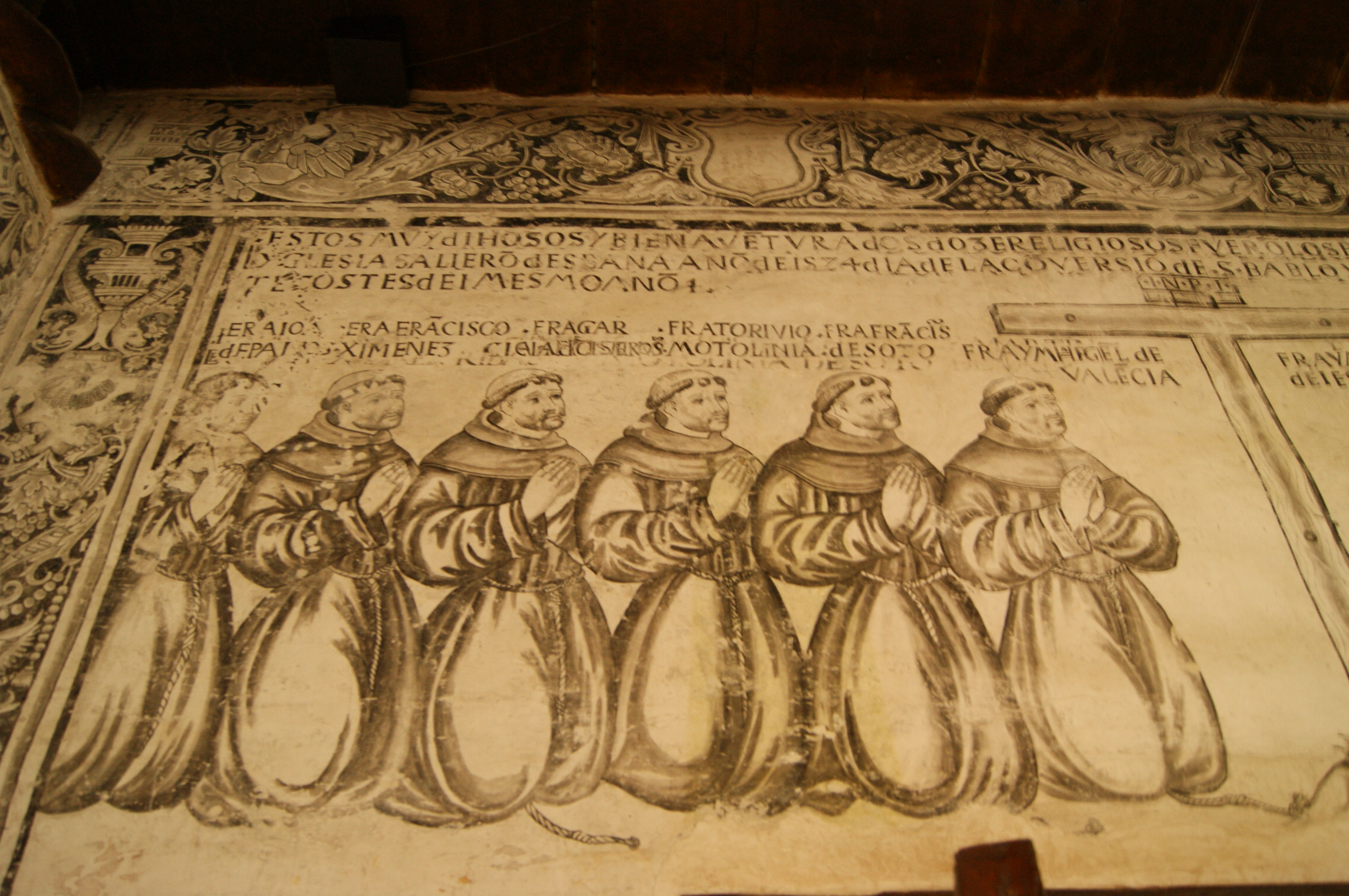
Pintura mural indígena en el Exconvento de Huejotzingo que representa a seis de los doce primeros franciscanos misioneros en la Nueva España

Una vez terminada la conquista, los españoles se dieron a la tarea de la organización de los enormes territorios conquistados incluyendo la evangelización de los indígenas. Ante la ausencia de un clero diocesano y una jerarquía en estas tierras, Cortés solicitó a la corona que llegaran misioneros de las órdenes mendicantes para establecerse en la Nueva España y emprender la misión evangelizadora del pueblo conquistado. Los primeros misioneros en llegar fueron doce misioneros franciscanos en 1524, le siguieron la orden de los dominicos en 1526 y posteriormente la orden de los agustinos en 1533.
Al principio, los frailes mendicantes no funcionaban como párrocos ni podían administrar los sacramentos, pero posteriormente se les dio un permiso especial para cumplir esta función. Los franciscanos, que fueron la primera orden que llegó a México, se instalaron en las comunidades centrales del virreinato y las más densamente pobladas instalando unas bases conocidas como "Doctrinas" para que se instalaran permanentemente los frailes y dedicarse a construir iglesias en su región, muy frecuentemente estos centros de conversión se instalaban sobre las ruinas de los antiguos templos indígenas por lo que los terrenos eran vistos como tierra sagrada para los pueblos y los frailes eran vistos con buenos ojos.
Debido al pequeño número de evangelizadores mendicantes y el gran número de indígenas por convertir al cristianismo, existían muchas poblaciones menores en los alrededores de las principales poblaciones en las que no existían sacerdotes residentes en el lugar, por lo que estos eran visitados con cierta frecuencia para administrar los sacramentos, principalmente el bautismo, la confesión y el matrimonio. En los pueblos del valle de México existía una larga tradición prehispánica de ciudades-estado debido a las guerras y conquistas, porque la adición de los dioses cristianos parecía similar a lo ocurrido anteriormente y los nuevos "dioses" serían incorporados a su panteón particular.

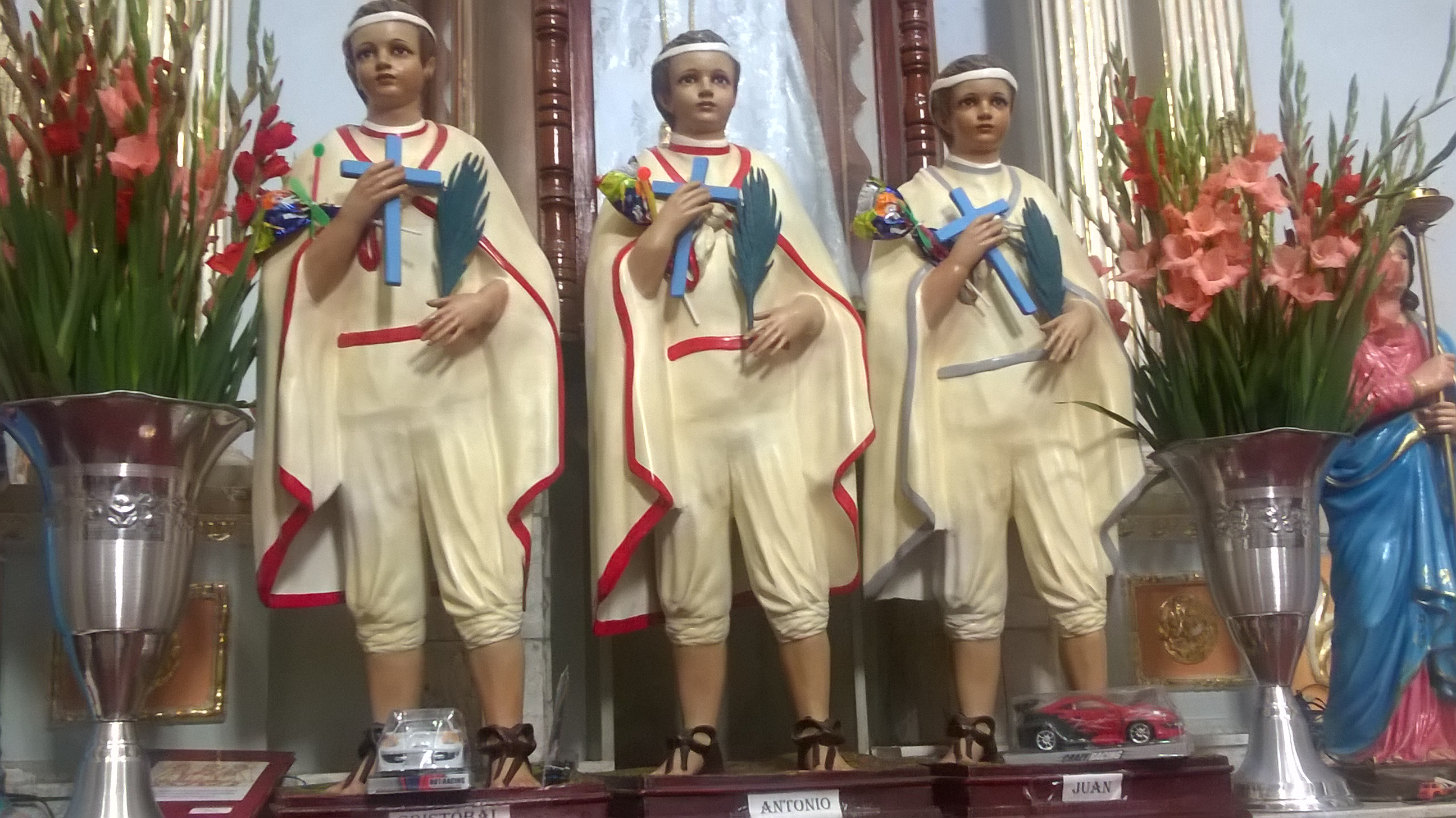
Niños Mártires de Tlaxcala, asesinados durante los primeros años de evangelización por considerarlos traidores a las creencias antiguas

Muchos indígenas adultos no pudieron resistir la conversión al cristianismo, los sacerdotes antiguos fueron desplazados y los templos fueron transformados en iglesias cristianas. La estrategia de las órdenes mendicantes fue convertir inicialmente a las familias nobles o principales de cada pueblo, con objeto de que estas fueran un ejemplo a seguir para que se convirtieran el resto de los indígenas. También los jóvenes que aun no se habían educado en las creencias paganas fueron el objetivo de los religiosos. En Tlaxcala, algunos conversos jóvenes fueron asesinados por su propia gente al considerarlos traidores a su religión indígena y más tarde mostrados como mártires de la fe y de la evangelización temprana.
Otro caso importante se dio en Texcoco, con el noble acolhua don Carlos Ometochtzin, quien fue acusado y condenado por sedición por la inquisición apostólica (la formada por un obispo, en este caso Zumárraga para atender asuntos inquisitoriales) y el obispo lo mandó a ejecutar en 1536. Su ejecución provocó una llamada de atención por parte de la corona hacia el obispo don Juan de Zumárraga, y el establecimiento formal de un tribunal inquisitorial en México a partir de 1571, sin embargo, los indios estaban exentos de ser juzgados por este tribunal. Por entonces existía la preocupación de que los indígenas no fueran adoctrinados suficientemente en las creencias católicas ya que a los ojos de iglesia y en el marco jurídico español, los indios eran como menores de edad.

## Época colonial

### Impuestos papales
Los monarcas Habsburgo desde el siglo XVI cobraban en España el impuesto conocido como "Las tres gracias", que eran concedidas por el papa y que consistían en la bula de cruzada, el excusado y el subsidio. Estas contribuciones surgidas durante la época de los reyes católicos para sufragar los gastos de la guerra de reconquista contra los musulmanes, fueron extendidos por Felipe II a las Américas, a las cuales se les tenía que sumar además las tercias reales y los novenos.

## Guerra de Independencia

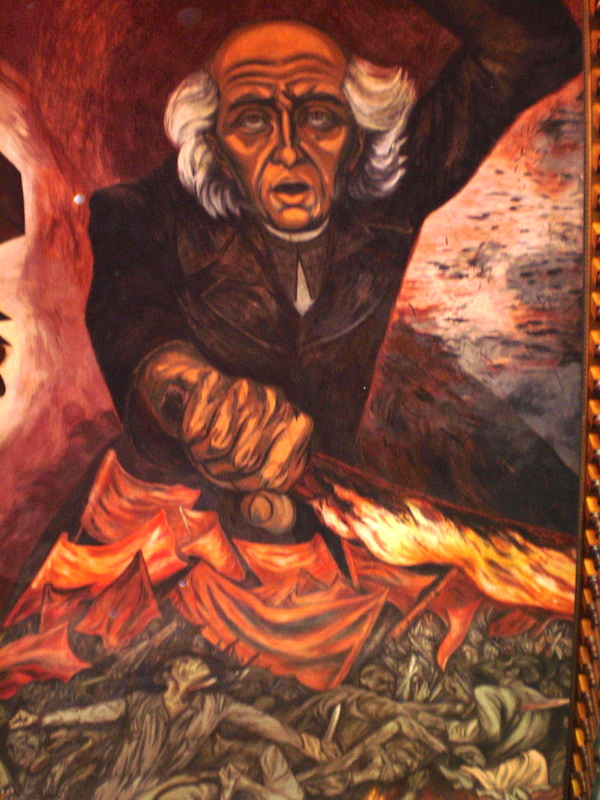
El padre de la patria Miguel Hidalgo y Costilla pintado por José Clemente Orozco

Las reformas borbónicas habían reforzado el papel del estado disminuyendo con ello la hegemonía y el poder de la iglesia católica. Tanto los sacerdotes diocesanos como los religiosos mostraban una pérdida de la influencia en el control del estado así como una disminución en sus ingresos, ya que la corona formó un nuevo régimen administrativo como parte de sus reformas. En las comunidades indígenas, era costumbre en tiempos de los Habsburgo, que el párroco local ejerciera como autoridad civil y religiosa pero con las nuevas reformas, fue suplantado en el papel civil por las nuevas autoridades laicas. Esto también trajo consigo que los párrocos ya no pudieran también administrar la justicia, como por ejemplo, la costumbre de aplicar castigos corporales; ya no pudieron administrar los fondos de las cofradías, y ya no pudieron llevar a cabo la construcción de templos sin tener una licencia expedida por la corona. El sacerdote local a menudo también se ocupaba de la regulación de la moral en las vidas de sus parroquianos, por lo que con la llegada de las autoridades civiles, ya tampoco pudieron mandar a imponer castigos por embriaguez, por jugar juegos de azar, cometer adulterio o vivir en unión libre sin pasar por el requisito del matrimonio.

## La reforma, la constitución de 1857 y el segundo imperio

### La reforma
Durante la reforma la iglesia adoptó una firme postura que condenaba y se oponía con toda fuerza a los liberales y sus obras.

### Constitución de 1857
En diciembre de 1856, el papa Pío IX se habló pronunciandose en contra de la nueva redacción, censurando la Ley Juárez y su antecedente, la Ley Lerdo: "Se quita todo privilegio del fuero eclesiástico; establéce que nadie pueda gozar absolutamente de emolumentos que sean una carga grave para la sociedad; prohíbese a todos que puedan ligarse con alguna obligación que implique ora un contrato, ora una promesa, ora votos religiosos; admítese el libre ejercicio de todos los cultos, y se concede a todos la plena facultad de manifestar pública y abiertamente todo género de opiniones y pensamientos". En marzo de 1857 el arzobispo Lázaro de la Garza y Ballesteros, declaró que los católicos no podían jurar a la Constitución.
El ministro de Justicia Ezequiel Montes fue entrevistado en la Santa Sede con el Cardenal Secretario de Estado. El Papa aceptó la Ley Juárez y las enajenaciones de la Ley Lerdo, pero exigió la capacidad de adquirir derechos políticos. Las negociaciones fueron interrumpidas por la renuncia del presidente Comonfort.

## Porfiriato

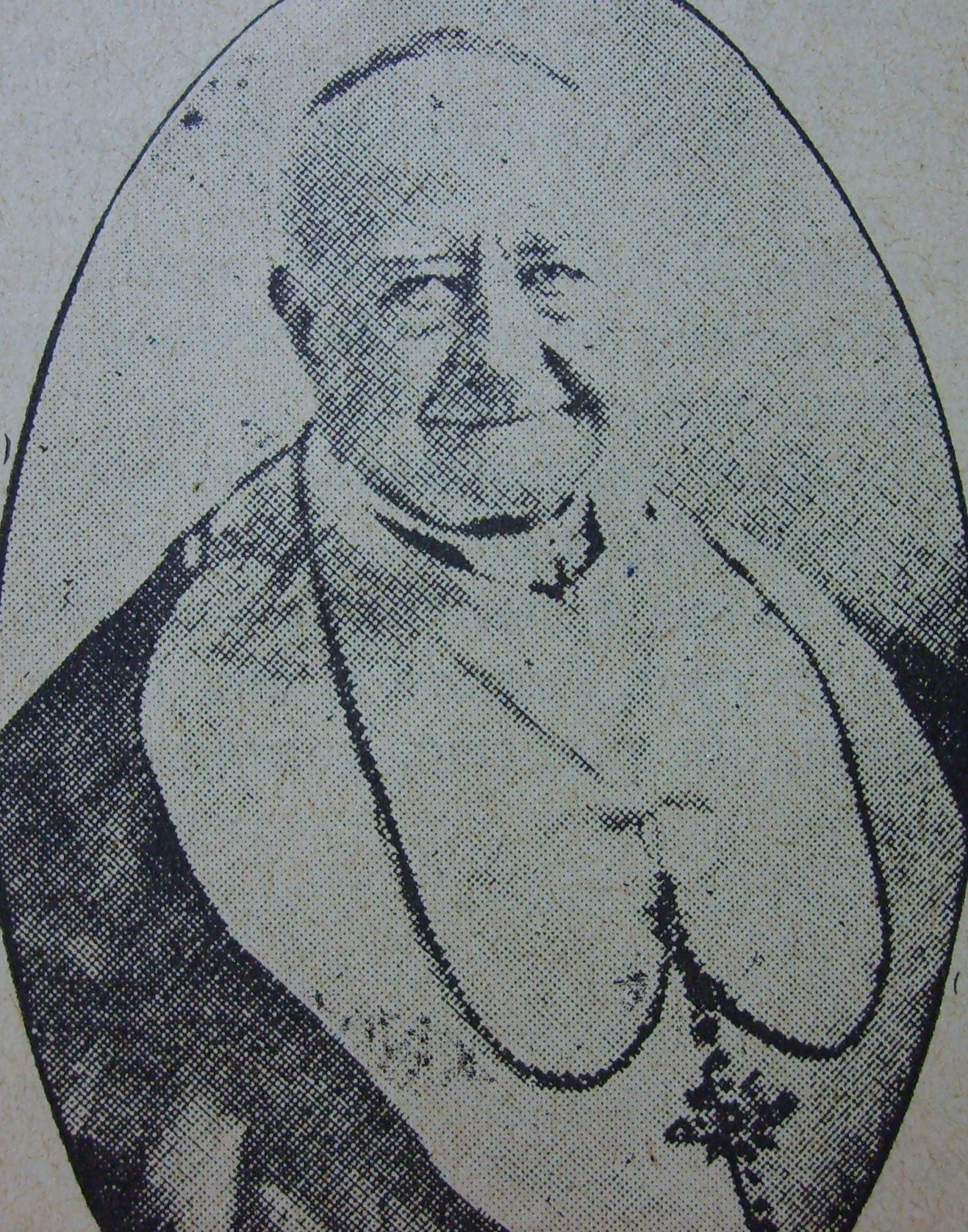
El arzobispo de Oaxaca Eulogio Gillow y Zavala fue pieza clave en el proceso de reconciliación entre la iglesia católica y el gobierno de Porfirio Díaz

El general Porfirio Díaz logró alcanzar la presidencia de la república a partir de 1876 iniciando con ello el periodo denominado Porfiriato que daría término hasta 1911. Debido a sus orígenes y a la influencia de su esposa Carmen Romero Rubio que era devota católica, el presidente se preocupó por fortalecer los lazos del gobierno mexicano con la iglesia católica llegando a establecer un acuerdo de convivencia pacífica en 1905 ignorando las leyes anticlericales heredadas por sus dos inmediatos antecesores: Benito Juárez y Sebastián Lerdo de Tejada quienes eran fervientes liberales. Durante este periodo, las libertades de los católicos se vieron aumentadas, la iglesia se reestructuró administrativamente, se mejoró la formación de los laicos, se expandió la prensa católica siempre afín al gobierno, se difundió el catecismo de la iglesia católica y la iglesia aumentó su presencia en las zonas rurales.
Después de un despliegue de devoción y folclore, y tras años de preparación, toda la nación mexicana se organizó para llevar a cabo la coronación del símbolo nacional católico por excelencia, la Virgen de Guadalupe el 12 de octubre de 1895.

## Guerra cristera
A partir de 1916, comenzó el enfrentamiento público y abierto entre la jerarquía católica con el gobierno debido inicialmente al debate previo a la promulgación de la Constitución Política de 1917. Se empezaron a generar discusiones por temas como la educación laica y pronto los enfrentamientos comenzaron a subir de tono.
La guerra cristera fue un enfrentamiento militar iniciado en 1926 y finalizado en 1929 entre el gobierno y milicias de laicos, presbíteros y religiosos católicos que se oponían y resistían la aplicación de la nombrada Ley Calles, que proponía limitar el culto al catolicismo en el estado mexicano.
El 21 de septiembre de 1992 la Secretaría de Relaciones Exteriores anunció el restablecimiento de relaciones diplomáticas entre México y la Santa Sede, fue así como se cerró este capítulo en la historia de la iglesia en el país. De este modo quedaron atrás las disputas y alejamientos con la Santa Sede que existían desde el siglo XIX.